# Antonia Mulas
Antonia Mulas (Barbianello, 1939 – Milano, 21 aprile 2014) è stata una fotografa italiana.

## Biografia
Ha studiato arte a Brera – Milano – nel 1958 ha sposato Ugo Mulas con cui ha collaborato dal 1958 affiancandolo nella direzione dello studio fotografico e come assistente fino al 1973, anno della scomparsa del fotografo. Nel 1973 ha fondato l'archivio "Ugo Mulas" preservando e valorizzando il corpus fotografico e la figura del fotografo. Ha eseguito reportages da vari paesi: Europa, Stati Uniti, Russia, Medio Oriente, Africa e Indocina.
Una lunga sequenza sul muro di Berlino, nel 1976, è stato il suo primo lavoro di ricerca.
Altra sequenza su Tall El Zataar a Beirut, su San Pietro a Roma, che diventerà un libro edito dalla casa editrice Einaudi di Torino nel 1979, con prefazione di Federico Zeri.
Ha realizzato volumi sull’arte greca e romana (Eros in Pompei, Eros in Grecia e Eros in Antiquity), un volume su Roman Opalka, Arnaldo Pomodoro, Fausto Melotti, arch. Edward Larrabee Barnes, "Richard Meier: The Getty Center" e "Architettura per Benetton".
Di Fausto Melotti ha pubblicato un libro intervista edito da Scheiwiller nel 1992.
Ha collaborato con il teatro ‘La Scala’, con le riviste “Abitare”, “Domus”, “Vogue”, “Harper’s Bazaar”, “House and Garden”, “Vanity Fair, “Epoca”, oltre a svariati settimanali.
Ha curato l’immagine e la pubblicità di Fiat, Pininfarina, Poltrona Frau, Olivetti, Rank Xerox e Thonet.
Ha realizzato servizi fotografici sulla struttura architettonica e urbanistica di varie città, fra le quali Washington, Chicago, Miami, Madrid, Stoccolma e Singapore.
Dal 1983 ha collaborato come regista con la RAI, televisione italiana di stato, con programmi su arte e cultura (In Prima Persona).
La sua vera passione è il ritratto, che considera l’espressione più alta della fotografia. Ha esposto i suoi lavori in musei e gallerie d’arte.

## Principali mostre fotografiche
- La Scala a Mosca (Milano, Teatro della Scala, 1974)
- Archeologia. Il Muro di Berlino (Milano, Salone Annunciata, 1977; Bolzano, Galleria d’Arte Il Sole, 1977)
- San Pietro (Milano, Studio Carlo Grossetti, 1978)
- Palestina (Milano, Pinacoteca di Brera, 1979)
- Autoritratti 1977-1980 (Trento, Palazzo delle Albere, 1980)
- Antonia Mulas. San Pietro: La gloria si fa inquieta (Milano, Galleria San Fedele, 2017)